# Tulane Egyetem
A Tulane Egyetem egy 1834-ben alapított egyetem és nonprofit magán-oktatási intézmény az Amerikai Egyesült Államokban New Orleansban.

## Híres diákok
| Név                   | Tisztség                                           | Születési idő        | Halálozási idő       | Kép |
| --------------------- | -------------------------------------------------- | -------------------- | -------------------- | --- |
| Allen Ellender        | politikus ügyvéd                                   | 1890. szeptember 24. | 1972. július 27.     |     |
| David Filo            | vállalkozó üzletember kereskedő informatikus       | 1966. április 20.    |                      |     |
| Douglas Gerald Hurley | űrhajós tiszt                                      | 1966. október 21.    |                      |     |
| Edward D. White       | politikus ügyvéd bíró                              | 1845. november 3.    | 1921. május 19.      |     |
| Edwin S. Broussard    | politikus ügyvéd                                   | 1874. december 4.    | 1934. november 19.   |     |
| Gustave Heiss         | vívó                                               | 1904. november 4.    | 1982. június 7.      |     |
| Howard Baker          | politikus ügyvéd diplomata                         | 1925. november 15.   | 2014. június 26.     |     |
| Huey Long             | politikus ügyvéd                                   | 1893. augusztus 30.  | 1935. szeptember 10. |     |
| James H. Clark        | informatikus mérnök                                | 1944. március 23.    |                      |     |
| Jerry Springer        | politikus televízióműsor-vezető rádiós műsorvezető | 1944. február 13.    |                      |     |
| John H. Overton       | politikus ügyvéd                                   | 1875. szeptember 17. | 1948. május 14.      |     |
| Karen Grassle         | színész színházi színész televíziós színész        | 1942. február 25.    |                      |     |
| Luther Strange        | ügyvéd                                             | 1953. március 1.     |                      |     |
| Newt Gingrich         | politikus regényíró író                            | 1943. június 17.     |                      |     |
| Newton C. Blanchard   | politikus bíró ügyvéd                              | 1849. január 29.     | 1922. június 22.     |     |
| Paul Morphy           | sakkjátékos sakkelméletíró                         | 1837. június 22.     | 1884. július 10.     |     |
| William L. Armstrong  | politikus bankár                                   | 1937. március 16.    | 2016. július 5.      |     |

## Tagság
Az egyetem az alábbi szervezeteknek a tagja:
- Kutatókönyvtárak Szövetsége
- Southeastern Conference
- ORCID
- Association of American Universities
- Amerikai Főiskolák és Egyetemek Szövetsége
- Amerikai Oktatási Tanács
- Nemzeti Bölcsészettudományi Szövetség
- Információhálózati Koalíció
- Kutatókönyvtárak Központja
- Coalition of Urban and Metropolitan Universities
- Council on Governmental Relations